# Little Gerhard

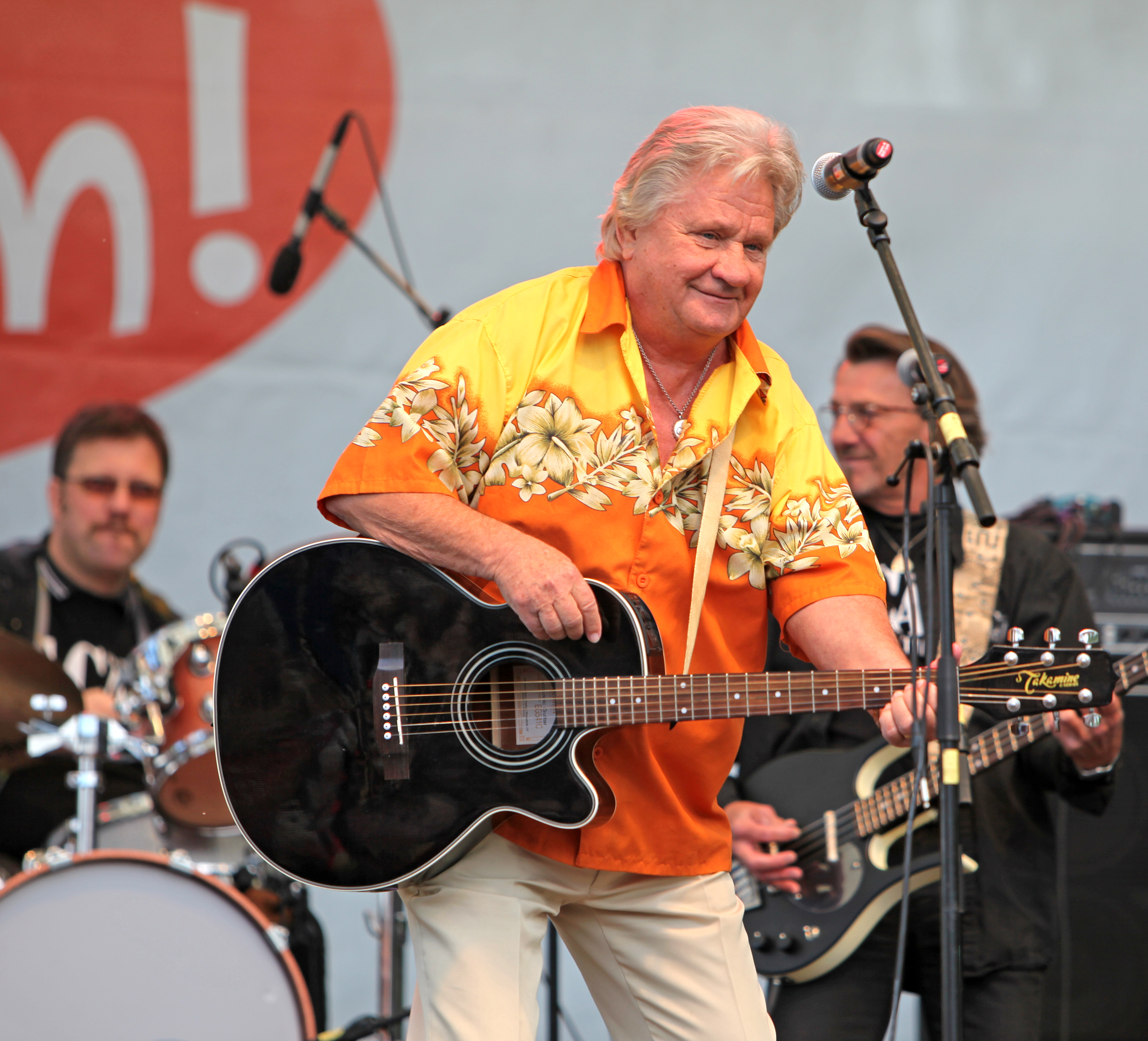
Little Gerhard i Kungsträdgården 2009

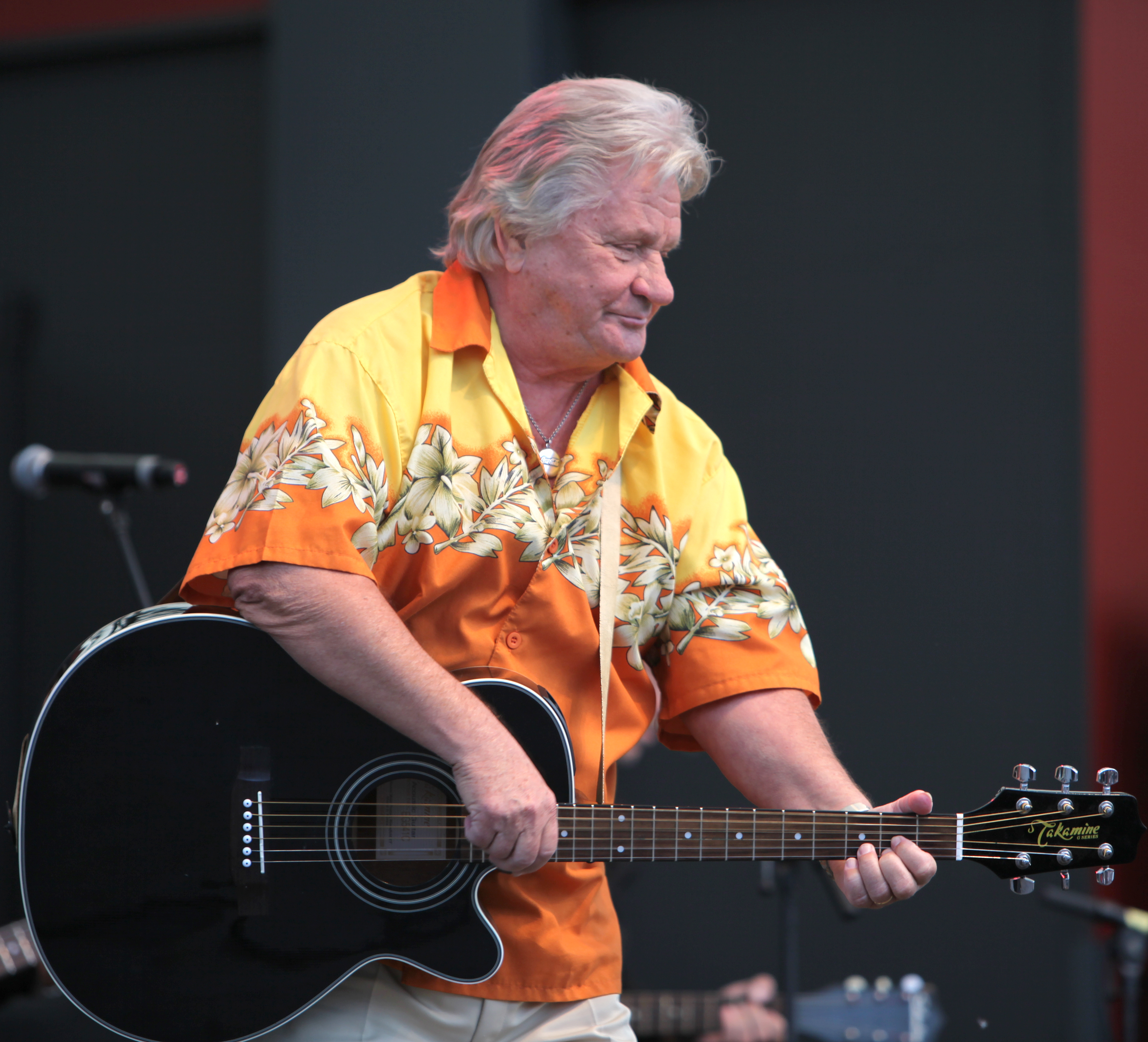
Little Gerhard i Kungsträdgården 2009

Little Gerhard, artistnamn för Karl-Gerhard Lundkvist, född 17 maj 1934 i Tillberga i Hubbo församling, är en svensk rocksångare, som hade stora hits från 1958 till mitten av 1960-talet med bland andra "Buona Sera", "What You've Done to Me" och "Den siste mohikanen".

## Biografi
I unga år gick han till sjöss som lättmatros och gjorde i samband med detta debut 1952 i Amsterdam på nattklubben Trocadero. Han spelade vid denna tid dragspel och gitarr. Efter att ha mönstrat av som sjöman flyttade han till Stockholm, där han via amatörtävlingar i mitten av 1950-talet fick framgång som rocksångare. Första gången han framträdde med eget band var på Nalen, på nyårsafton 1957. Via den spelningen fick han skivkontrakt hos bolaget Karusell, och han skivdebuterade i början av 1958 med EP:n Little Gerhard. Låten "What You've Done To Me" på den skivan blev hans genombrott. Redan i mars samma år korades han som "Sveriges rockkung" och i augusti samma år till "Nordens rockkung". Han filmdebuterade även 1958 i Det svänger på slottet. Rockin' ghost framfördes i "Åsa-Nisse i kronans kläder" från 1958.
Hans tredje EP, som släpptes i juni 1958, blev den mest sålda 1950-talsskivan inom svensk rock'n'roll, och Little Gerhards första guldskiva. Det var hans uppskattade cover av Louis Primas "Buona Sera" som var orsaken till framgången. Den låg etta på branschtidningen Show Business försäljningslista i över tre månader, september–november 1958. 
Little Gerhards kompband i sommarturnén 1958 och de närmaste fem åren hette The G-men, och innehöll flera musiker som gick vidare till andra framgångsrika karriärer. Bland dessa fanns Sten Nilsson och Stanley Granström som 1962 bildade Sten & Stanley, vibrafonisten Lars Erstrand och basisten Bernt Fristedt som senare spelade i Telstars. Även Bengt Dahlén som senare var gitarrist i Lee Kings och Fläsket brinner spelade i G-men.
1961 började han sjunga på svenska, då under artistnamnet Lille Gerhard. Den första EP:n med låtarna "Den siste mohikanen" och "Petter och Frida" blev en storsäljare och hans andra guldskiva. Den gick in på branschtidningen Show-Business försäljningslista på sjunde plats den 28 juli 1961, toppade listan i inte mindre än 11 veckor (4 augusti – 27 oktober) och blev kvar ända till den 18 december. EP:n blev också den mest sålda skivan i Sverige 1961, tätt följd av Lolitas "Seemann",  enligt Show Business' sammanställning. Uppföljaren, "Gubben i månen" nådde som bäst plats 9 i januari 1962 på samma försäljningslista. 1965 fick han sin första, mycket kortvariga, placering på Svensktoppen med "Blommor och Bin".
Han gjorde även skivinspelningar i Västtyskland och sjöng på tyska.
I slutet av 1960-talet minskade hans popularitet som artist, men han fortsatte att ha en karriär som låtskrivare och producent.
Senare under 1960-talet arbetade Little Gerhard som producent på skivbolaget Cupol och det var han som upptäckte Agnetha Fältskog. Hon var vokalist i en lokal orkester, som skickat in ett kassettband med låtar - bland annat några som hon skrivit - med förhoppningen om att få göra ett skiva. Han fastnade dock bara för vokalisten och låten "Jag var så kär" och såg till att den spelades in gavs ut 1967. Skivan, som blev Fältskogs stora genombrott, hamnade på första plats på försäljningslistan Kvällstoppen. Little Gerhard skrev också Fältskogs hit "Allting har förändrat sig" som 1968 blev som bäst tvåa på Svensktoppen och sjua på Kvällstoppen.
Little Gerhard skrev också melodin till Ska vi plocka körsbär i min trädgård, som Ann-Christine Bärnsten kom femma med i Melodifestivalen 1975. Låten låg också på Svensktoppen i nio veckor (13 april – 8 juni 1975), som bäst femma. Tillsammans med Yvonne Olsson ställde han upp i den svenska Melodifestivalen 1982 med melodin "Hand i hand med dig", som slutade på en delad sjätteplats.

## Filmografi
- 1958 – Det svänger på slottet
- 1958 – Åsa-Nisse i kronans kläder